# 昔阳东岳庙大殿
昔阳东岳庙大殿是一座元代古建筑,位于中国山西省晋中市昔阳县城区西大街村。
2021年8月4日，昔阳东岳庙大殿公布为第六批山西省文物保护单位，编号6-113。